# Château de Kermerzit
Le château de Kermerzit est situé à Trémel en France.

## Localisation
Le château est situé sur la commune de Trémel  dans le département des Côtes-d'Armor, dans la région Bretagne.

## Description
Le château, transformé en ferme, comprend une cour avec bâtiments anciens, et une porte gothique avec tour. Le colombier est situé à 120 m du château ; le moulin à eau est un ancien moulin banal. La chapelle, de nos jours en ruine, se situait à l'étage d'un corps de bâtiments à arcades qui liait la « métairie de la porte » au logis seigneurial.

## Historique
Le château est fondé par la famille Jourdrain. 
En 1707, la métairie est loué à deux familles de cultivateurs apparentées, alors que le propriétaire s'attribue l'usage de la quasi-totalité du très vaste logis seigneurial. 
Il est inscrit au titre des monuments historiques par arrêté du 3 juin 1927.

## Galerie

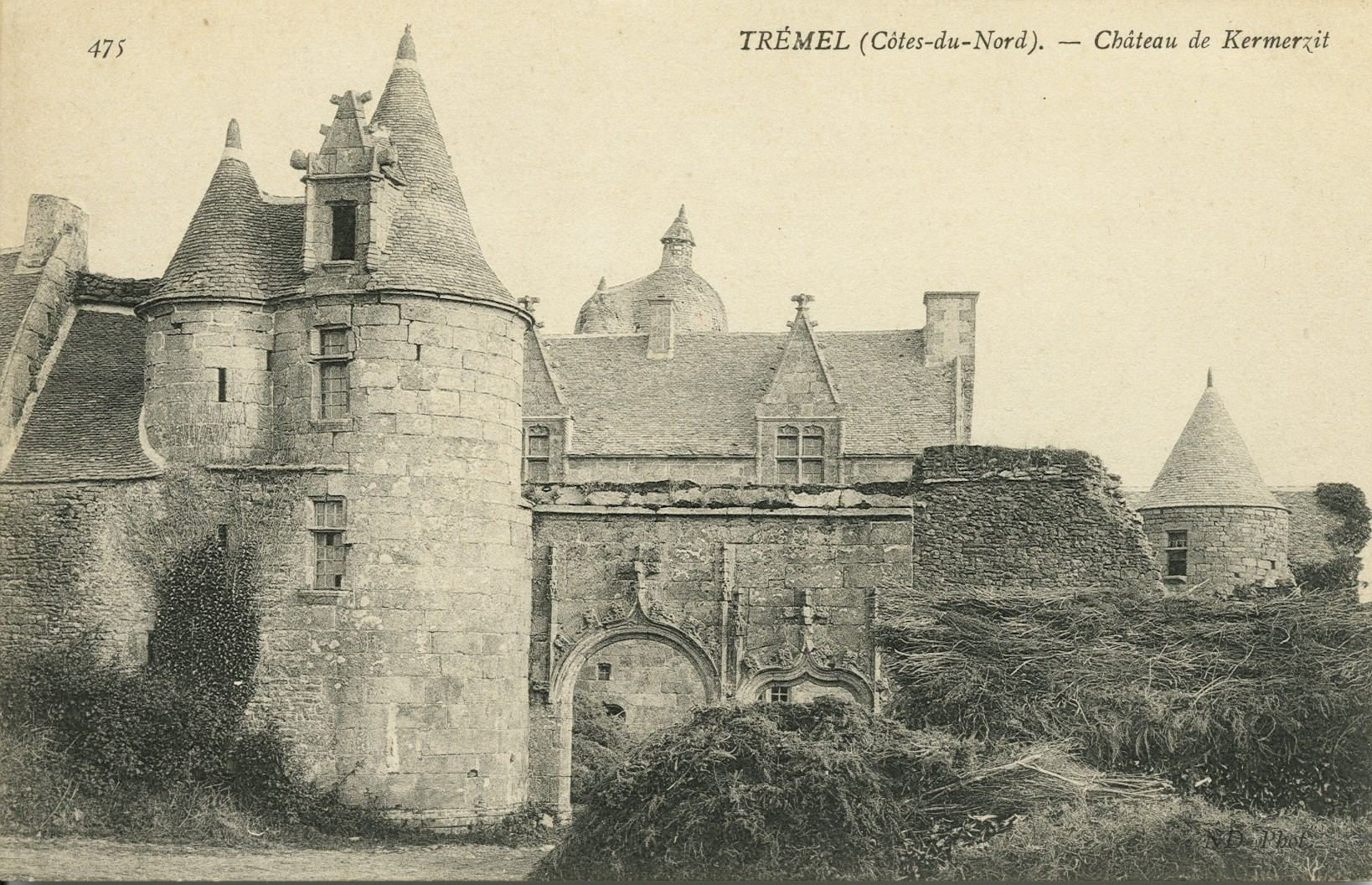
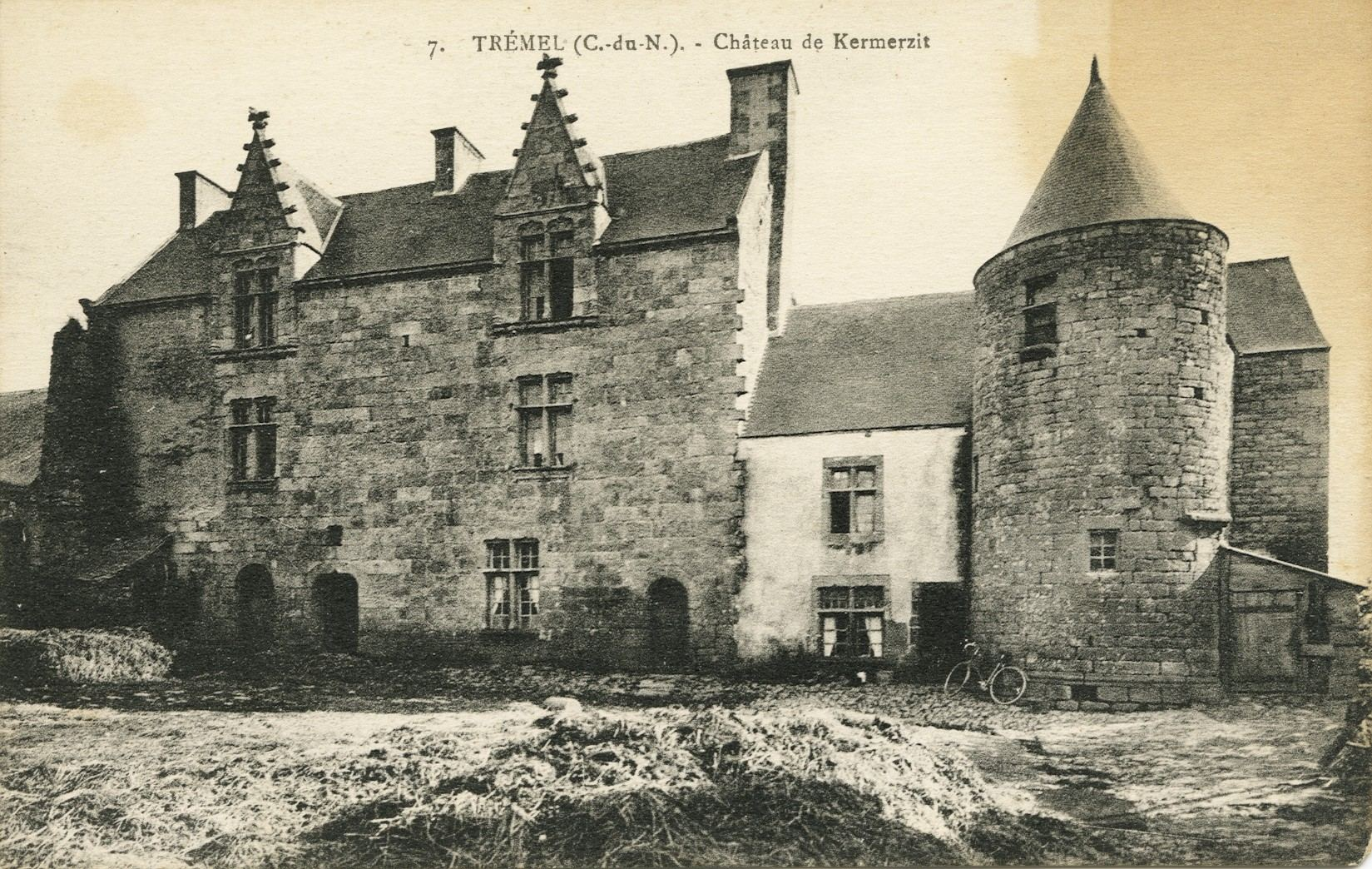
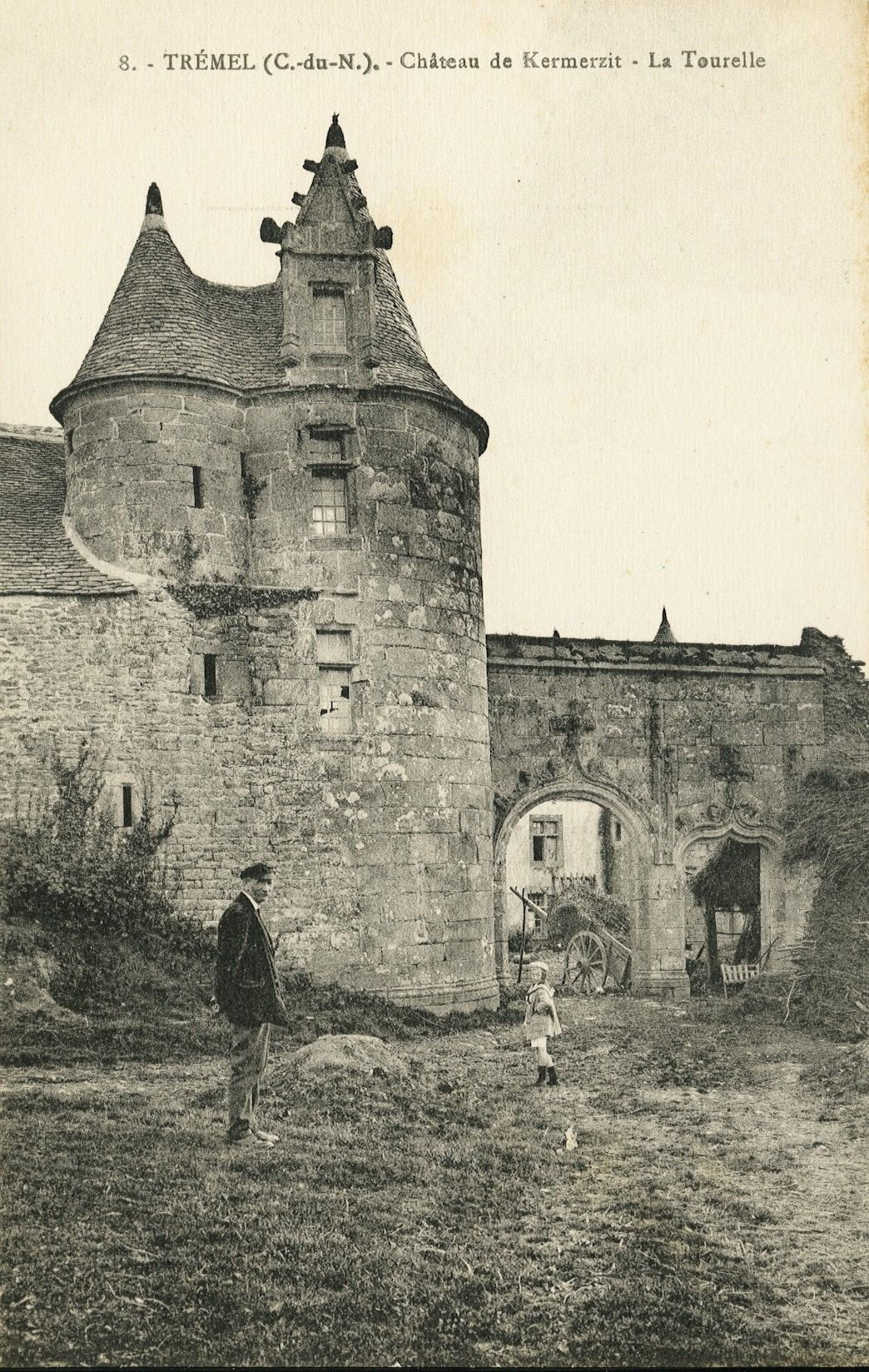
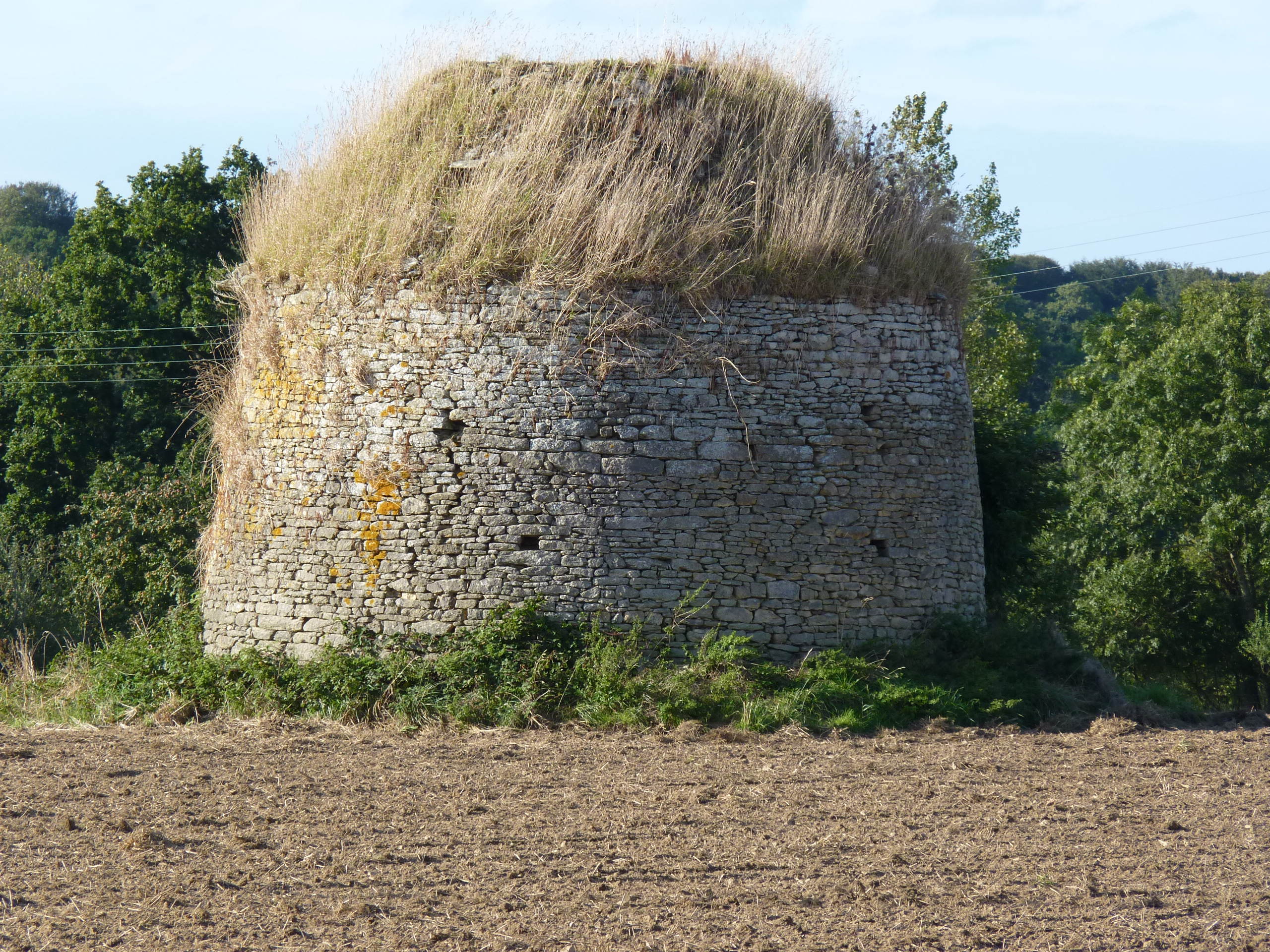